# ELO Part II
ELO Part II war eine britische Musikband aus den 1990er Jahren, deren musikalisches Erbe von ehemaligen Bandmitgliedern bis heute auf Konzerten weitergeführt wird.

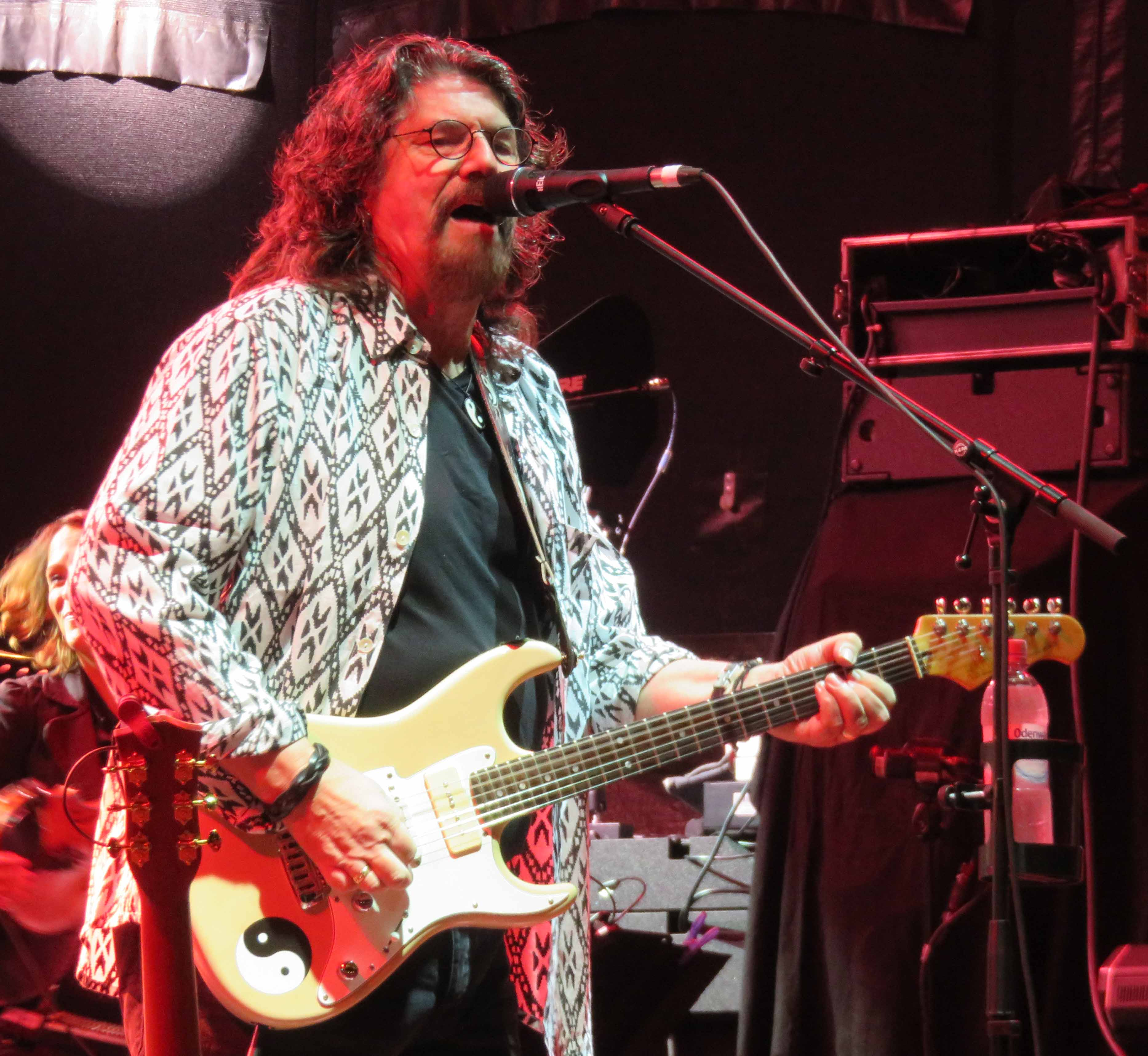
Gitarrist Phil Bates war zwischen 1993 und 1999 Mitglied der Rockgruppe ELO Part II

## Bandgeschichte
Die Band wurde von Bev Bevan, dem ehemaligen Schlagzeuger der Musikgruppe Electric Light Orchestra nach deren Auflösung gegründet. Nach einem längeren Rechtsstreit formierte Bev Bevan 1990/1991 ohne Jeff Lynne das Electric Light Orchestra Part II (gleichnamiges Album im Jahre 1991), kurz ELO Part II, mit bescheidenem Erfolg.
Mit Moment Of Truth veröffentlichten ELO Part II 1994 ein weiteres Album, doch auch hier blieb der große Erfolg aus. Bev Bevan veräußerte 1999 seinen 50-%-Anteil am Namen ELO an Jeff Lynne. Somit musste sich ELO Part II ohne das ELO-Gründungsmitglied Bev Bevan in The Orchestra umbenennen.
ELO Part II war zwischen 1991 und 1999 in der ganzen Welt auf Tournee und trat zum Teil mit namhaften klassischen Orchestern auf. Aus diesen Tourneen resultieren zwei Live-Alben.
In der Bandgeschichte gab es zahlreiche Umbesetzungen. Als Bev Bevan 1999 die Band verließ, waren folgende Mitglieder dabei: Mik Kaminski, Louis Clark, Kelly Groucutt, Eric Troyer, Parthenon Huxley. Für Bev Bevan sprang schon kurz vor der Band-Umbenennung in The Orchestra als Schlagzeuger Gordon Townsend ein.
Vorher waren auch folgende Musiker zeitweise bei ELO Part II dabei: Neil Lockwood, Phil Bates (Sänger und Gitarrist), Pete Haycock und Hugh McDowell (letzterer nur bei einigen Live-Konzerten).
Phil Bates lässt das Konzept von ELO Part II bis in die Gegenwart hinein mit diversen Revival-Tourneen wieder aufleben. So ist er mit seiner Nachfolge-Band auf zahlreichen Konzerten vor kleinerem und größerem Publikum in Deutschland aufgetreten, etwa am 14. Juni 2012 in Wülknitz (Köthen), am 17. Mai 2015 mit seiner Band “Electric Light Orchestra by Phil Bates & Band” auf dem Gildefest in Aschersleben und im September 2017 in Ludwigshafen.
Die Konzerte einer geplanten All Over The World Tour von “Electric Light Orchestra Tribute by Phil Bates”, mit Auftritten zum Beispiel in Stadtallendorf, Ravensburg, Bad Neustadt, Paderborn und Emden, wurden wegen der aktuellen Corona-Pandemie auf 2021 verschoben.

## Diskografie

### Studioalben
- 1991: ELO Part II
- 1994: Moment of Truth

### Livealben
- 1992: ... PERFORMING ELO'S GREATEST HITS LIVE
- 1996: ONE NIGHT (Live in Australia)
- 1998: Time after Time
- 2001: Mr. Blue Sky
- 2005: Livin Thing

### Videos / DVDs
ELO Part II
- 1997: Access All Areas (DVD/VHS)

The Orchestra
- 2006: Live in Reno (DVD, nur in geringen Stückzahlen während der Tournee verkauft)